# Kurt Mayer (Politiker)
Kurt Mayer (* 17. Februar 1879 in Kattowitz; † 13. September 1958 in der Bundesrepublik Deutschland) war ein Politiker der deutschen Minderheit in der Zweiten Polnischen Republik (DP) und ehemaliger Abgeordneter des Schlesischen Parlaments und des Polnischen Senats.
Kurt Mayer war der Sohn eines Obersteigers. Er besuchte kongreßpolnische Volksschulen und machte mit 14 Jahren eine Schlosser/Eisendreherlehre. Ab 1897 arbeitete Kurt Mayer als Schlosser auf Wanderschaft in Maschinenfabriken in Preußen, Sachsen und Bayern. 1901 kehrte er nach Oberschlesien zurück. 1914 bis 1918 leistete er im Ersten Weltkrieg Kriegsdienst als Frontsoldat.
Seit seiner Jugend war Kurt Mayer Agitator des Hirsch-Dunckerschen Gewerkvereins der Metallarbeiter. 1902 bis 1919 war er Leiter einer Gruppe auf der Hütte Katharina in Königshütte, anschließend hauptamtlicher Bezirksleiter in Oberschlesien. Und ab 1922 Spitzenfunktionär der Deutschen Christlichen Gewerkschaften.
Kurt Mayer war Vorsitzender der deutschen Fraktion der Stadtverordnetenvertretung von Königshütte und stellvertretender Vorsitzender des Stadtrats. Während des Plebiszits war er auf deutscher Seite aktiv. 1922 wurde er Bezirksvorsitzender der DP in Königshütte und für seine Partei 1922 bis 1930 Abgeordneter des 1. Schlesischen Sejms. Im Parlament war er stellvertretender Fraktionsvorsitzender des Deutschen Klubs.
1922 bis 1928 war Kurt Mayer Mitglied des Polnischen Senats. Ab dem 26. Januar 1925 war er einer der fünf Schöffen des Volksbundes der Deutschen. Seit 10. Mai 1925 war er als Parlamentarier satzungsgemäß Mitglied des DP-Parteivorstandes. Er war Leiter des Büros der Sejmabgeordneten in Königshütte.
1929 zog er in den deutschen Teil Schlesiens, nach Oels um. Nach dem Zweiten Weltkrieg und der Vertreibung war er in der Landsmannschaft der Oberschlesier tätig.